# SIAM SHADE IX A-side Collection
『SIAM SHADE IX A-side Collection』（シャムシェイド ナイン エーサイド コレクション）は、SIAM SHADEのベスト・アルバム。2002年3月6日発売。

## 概要
全てのシングルのA面曲が収録されており、全曲リマスタリングもされた。エンジニアはジョージ・マリノ。初回盤は、SIAM SHADE特製ブラックケース仕様。累計売上枚数は、約3.3万枚。

## 収録曲
全作詞･作曲：SIAM SHADE名義。
1. RAIN
1stシングル。
2. TIME'S
2ndシングル。
3. Why not?
3rdシングル。
4. RISK
4thシングル。
本曲のみ先に発売された｢SIAM SHADE VIII B-side Collection｣にも収録。
5. PASSION
5thシングル。
6. 1/3の純情な感情
6thシングル。
初めてトップ10入りした曲であり、SIAM SHADEの曲として最も売れたシングル。
7. グレイシャルLOVE
7thシングル。
8. Dreams
8thシングル。
9. NEVER END
9thシングル。
10. 曇りのち晴れ
10thシングル。
11. BLACK
11thシングル。
12. 1999
12thシングル。
13. せつなさよりも遠くへ
13thシングル。最後にトップ10入りした楽曲。
14. Life
14thシングル。
15. アドレナリン
15thシングル。
16. LOVE
16thシングル。
SIAM SHADEのシングル曲では唯一のバラード。
シングル盤がフェードアウトで終わるのに対して、こちらは最後まで完奏する。